# Jean-Auguste Brutails
Jean-Auguste Brutails (Viviez, 20 dicembre 1859 – Bordeaux, 1º gennaio 1926) è stato uno storico, archivista, paleografo e fotografo francese.

## Biografia
La qualifica di "fotografo" appare probabilmente la meno adatta al personaggio di Jean-Auguste Brutails poiché le attività prioritarie della sua vita sono state altre, dedito principalmente a ricerche d'archivio, allo studio della scrittura e alla storia dell'arte medievale.
Bisogna dire però, in considerazione delle conoscenze tecniche che un fotografo doveva possedere in quegli anni, che Brutails può essere considerato a tutti gli effetti un fotografo. Le migliaia di immagini che produsse dei luoghi che stava studiando, in minima parte pubblicate nei suoi libri, mostrano, oltre al territorio della Gironda, i suoi viaggi in Inghilterra, Croazia, Spagna, Andorra, Italia e moltissimi altri luoghi della Francia. I soggetti prevalenti sono chiese, palazzi, statue, scorci, oggetti di varia natura, raramente persone.
Nacque da Jean-Baptiste, dipendente di una compagnia ferroviaria, e da Elizabeth Lartigue.
Dopo essersi laureato entrò alla École pratique des hautes études (EPHE), una istituzione di formazione superiore di rinomanza internazionale il cui scopo è quello di formare, mediante pratica diretta, in scienze della vita e della terra, in scienze storiche e filologiche, e in scienze religiose. Grazie ad una borsa di studio, Brutails andò a Pamplona per studiare gli archivi della Navarra.
Venne nominato a vita giudice della Corte Suprema di Andorra dal Presidente della Repubblica francese nel 1888, a cui resterà sempre legato e farà ricerche storiche su vari aspetti della piccola repubblica, tra i quali gli studi relativi alla lingua andorrana, quale contributo al Convegno catalano del 1906. Nel 1889 fu impiegato come archivista della Gironda a Bordeaux, lavoro che proseguirà fino alla morte. Docente di paleografia ed archeologia all'Università di Bordeaux dal 1890, tenne in queste materie corsi e conferenze in varie università francesi. Fu il fondatore del giornale "Revue historique de Bordeaux et du département de la Gironde".
È stato membro dell'Institut d'Estudis Catalans dal 1916.
Il 18 ottobre 1897 sposò Jeanne-Marie-Thérèse Aka, figlia di Léonce Laurent Aka, agente marittimo e commerciante.
L'anno successivo, dalla loro unione, nacque Marguerite-Elizabeth che sposò nel 1919 il tenente Roger-Edmond Maurice Tardieu. La moglie Jeanne e la figlia morirono entrambe nel 1920, lasciando Brutails, peraltro, senza eredi. Queste perdite lo gettarono in una situazione di profonda tristezza.
Morì, dopo lunga malattia, nel 1926. Lasciò documenti, disegni e fotografie all'Università di Bordeaux mentre donò i suoi averi all'Institut de France perché venissero impiegati al restauro delle chiese antecedenti al 1800.

## Pubblicazioni

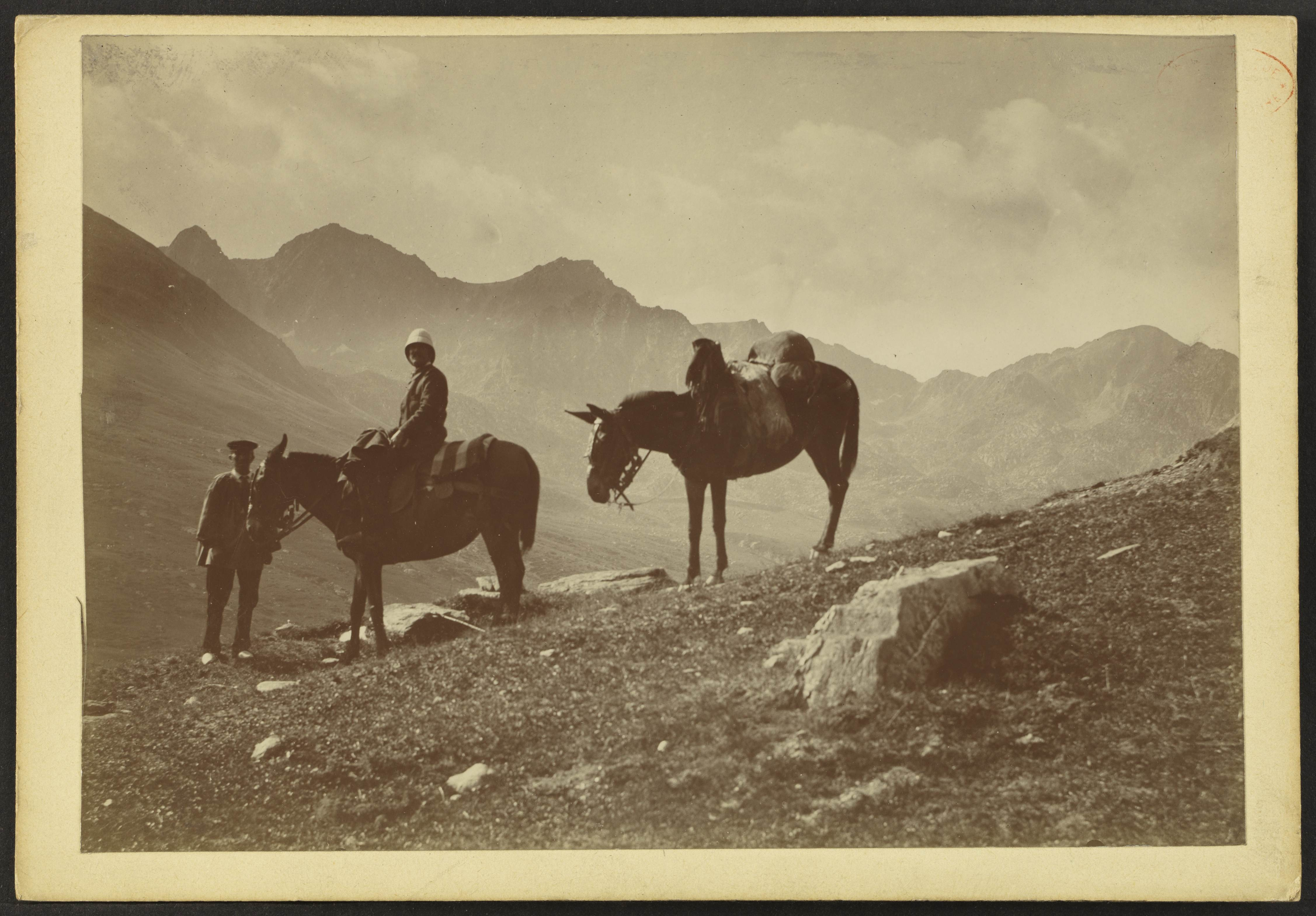
Brutails probabilmente sui Pirenei (data ignota)

Quasi tutti i libri e gli articoli sono visibili online, molti dei quali corredati con le sue fotografie.
Brutails fu testimone, con le sue immagini, della trasformazione o della distruzione di edifici, o parte di essi, fonte preziosa per gli studi successivi come ad esempio nel volume Album d'objets d'art existant dans les églises de la Gironde, pubblicato nel 1907.
L'opera più importante è Les Vieilles Églises de la Gironde del 1912, che gli valse il Premio Gobert, e nella quale pubblica minuziosamente le mille chiese del dipartimento della Gironda corredando il volume di descrizioni, disegni e fotografie, oltre alle sue considerazioni sulla conservazione.